# Fünfhaus (Gemeinde Marchegg)
Fünfhaus ist ein Ortsteil der Stadtgemeinde Marchegg in Niederösterreich.
Der Ort befindet sich südlich von Marchegg an der Bernstein Straße, die von Marchegg nach Marchegg-Bahnhof führt. In Fünfhaus befinden sich die Volksschule und die Mittelschule Marchegg.